# Lancieri Novara 2004
Questa voce raccoglie le informazioni riguardanti i Lancieri Novara nelle competizioni ufficiali della stagione 2004.

## Roster
| Roster dei Lancieri Novara (2004) |
| --- |
| Quarterback - 9 Matteo Grimi Running Back - ? Di Matteo Wide Receiver Tight End - 89 Andrea Di Girolamo Offensive Linemen Defensive Linemen Linebacker Defensive Back Special Team Coaching staff Leonardo Pozzato |

## Serie C 2004

### Stagione regolare
| Milano 15 febbraio 2004 Week 1 | TDK Rhinos Milano | 28 – 0 (0-0 12-0 7-0 6-0) referto | Lancieri Novara | Velodromo Maspes-Vigorelli, via Arona 19 |
| \| \| \| \| \| Barbero Q2 (TD) 6yd run Roth Q2 (TD) 49yd punt return Di Lorenzo A. Q3 (TD) 10yd run Miccoli Q3 (tpc) rush De Antoni Q4 (TD) 35yd pass da Gementi \| Marcatori \| \| |                   |                                   |                 |                                          |
| |                   |                                   |                 |                                          |
| Barbero Q2 (TD) 6yd run Roth Q2 (TD) 49yd punt return Di Lorenzo A. Q3 (TD) 10yd run Miccoli Q3 (tpc) rush De Antoni Q4 (TD) 35yd pass da Gementi                                   | Marcatori         |                                   |                 |                                          |

| Novara 29 febbraio 2004 Week 2 | Lancieri Novara | 18 – 6 referto | Centurions Alessandria | Campo Comunale, Via della Pace |

| Sarzana 6 marzo 2004 Week 3 | Red Jackets Sarzana | 16 – 0 (2-0 8-0 6-0 0-0) referto | Lancieri Novara | Campo "Cristoni" |
| \| \| \| \| \| Della Sala Q1 (saf) safety Sangiovanni Q2 (TD) run Ciminera Q2 (saf) safety Giannoni Q3 (TD) kickoff return \| Marcatori \| \| |                     |                                  |                 |                  |
| |                     |                                  |                 |                  |
| Della Sala Q1 (saf) safety Sangiovanni Q2 (TD) run Ciminera Q2 (saf) safety Giannoni Q3 (TD) kickoff return                                   | Marcatori           |                                  |                 |                  |

| Novara 21 marzo 2004 Week 4 | Lancieri Novara | 0 – 24 referto | TDK Rhinos Milano | Campo Comunale, via della Pace |

| Settimo Torinese 28 marzo 2004 Week 5 | Warriors Torino | 16 – 14 referto                                                                    | Lancieri Novara | Campo Settimo Rugby |
| \| \| \| \| \| Aviano (TD) run Aviano (tpc) rush Porretta Q4 (TD) run Tozzini (tpc) rush \| Marcatori \| Di Matteo (TD) 3yd run Grimi M. (TD) 6yd run Di Girolamo A. (tpc) pass da Grimi M. \| |                 |                                                                                    |                 |                     |
| |                 |                                                                                    |                 |                     |
| Aviano (TD) run Aviano (tpc) rush Porretta Q4 (TD) run Tozzini (tpc) rush | Marcatori       | Di Matteo (TD) 3yd run Grimi M. (TD) 6yd run Di Girolamo A. (tpc) pass da Grimi M. |                 |                     |

| Novara 4 aprile 2004 Week 6 | Lancieri Novara | 18 – 12 (OT) referto | McDonald's Bucs Liguria | Campo Comunale, via della Pace |

| Novara 8 giugno 2003 Week 7 | Lancieri Novara | 22 – 14 referto | Warriors Torino | Campo Comunale, via della Pace |

### Playoff
| Sarzana 17 aprile 2004 Quarti di finale | Red Jackets Sarzana | 50 – 0 referto | Lancieri Novara | Campo "Cristoni" |

## Statistiche di squadra
| Competizione | %Vittorie | In casa | In casa | In casa | In casa | In casa | In casa | In trasferta | In trasferta | In trasferta | In trasferta | In trasferta | In trasferta | Totale | Totale | Totale | Totale | Totale | Totale |
| Competizione | %Vittorie | G       | V       | N       | P       | Pf      | Ps      | G            | V            | N            | P            | Pf           | Ps           | G      | V      | N      | P      | Pf     | Ps     |
| ------------ | --------- | ------- | ------- | ------- | ------- | ------- | ------- | ------------ | ------------ | ------------ | ------------ | ------------ | ------------ | ------ | ------ | ------ | ------ | ------ | ------ |
| Campionato   | .429      | 4       | 3       | 0       | 1       | 58      | 56      | 3            | 0            | 0            | 3            | 14           | 68           | 7      | 3      | 0      | 4      | 72     | 116    |
| Playoff      | .000      | -       | -       | -       | -       | -       | -       | 1            | 0            | 0            | 1            | 0            | 50           | 1      | 0      | 0      | 1      | 0      | 50     |
| Totale       | .375      | 4       | 3       | 0       | 1       | 58      | 56      | 4            | 0            | 0            | 4            | 14           | 118          | 8      | 3      | 0      | 5      | 72     | 166    |